# Katarráktis (ort i Grekland, Epirus)
Katarráktis är en ort i Grekland.   Den ligger i prefekturen Nomós Ártas och regionen Epirus, i den centrala delen av landet, 280 km nordväst om huvudstaden Aten. Katarráktis ligger 800 meter över havet och antalet invånare är 297.
Terrängen runt Katarráktis är bergig österut, men västerut är den kuperad. Terrängen runt Katarráktis sluttar västerut. Runt Katarráktis är det glesbefolkat, med 13 invånare per kvadratkilometer. Närmaste större samhälle är Ágios Dimítrios, 5,6 km söder om Katarráktis. I omgivningarna runt Katarráktis växer i huvudsak blandskog.